# 收发器
收发器（transceiver）又称收发两用机，是由一个发送器一个和接收器构成的设备，它们组合并共享共用电路或单个外壳。当发送与接收功能之间没有共用电路时，该设备为发送器-接收器。这个词起源于20世纪20年代初。类似的设备包括应答器、转换器和中继器。

## 无线电技术

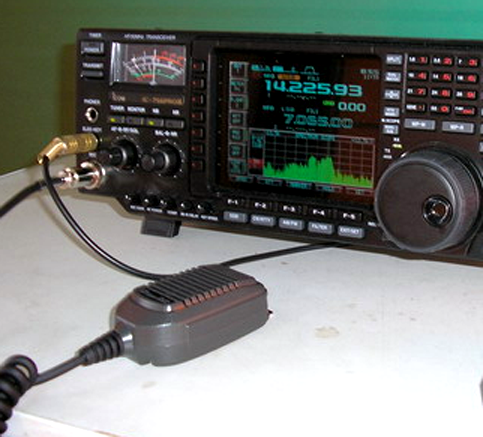
一个现代的高頻（HF）收发器，具有频谱分析仪和数字信号处理（DSP）功能

在无线电技术中，收发器意味着单元包含接收机和发射机。在无线电最开始，接收机与发送机是独立的设备，直至1920年左右。业余无线电的无线电操作员（也称“火腿”）可以自己制作设备，并且现在更容易制作一个包含两个功能（发送与接收）的简易单元。几乎所有的现代业余无线电设备都使用收发器，但还有一个活跃的市场为纯无线电接收器，主要是为短波收听（SWL）操作员。收发器的例子有无线对讲机、频带无线电广播（CB radio）。

## 电话
在有线电话上，听筒包含音频的发射机和接收机，在20世纪通常用金属线缆有线连接到基本单元。整个单元通俗的被称为“接收器”。在移动电话或其他无线电话上，整个单元是用于音频和无线电的收发器。
无绳电话在听筒上使用一个音频和无线电收发器，并且基站上也有一个无线电收发器。如果有线电话基站或无声基站包含送受话器，该基站还可成为一个手机之外的音频收发器。
调制解调器类似收发器，但它调制和解调信号而非直接发送和接收。发送的信号被调制，接收的信号被解调。

## 以太网

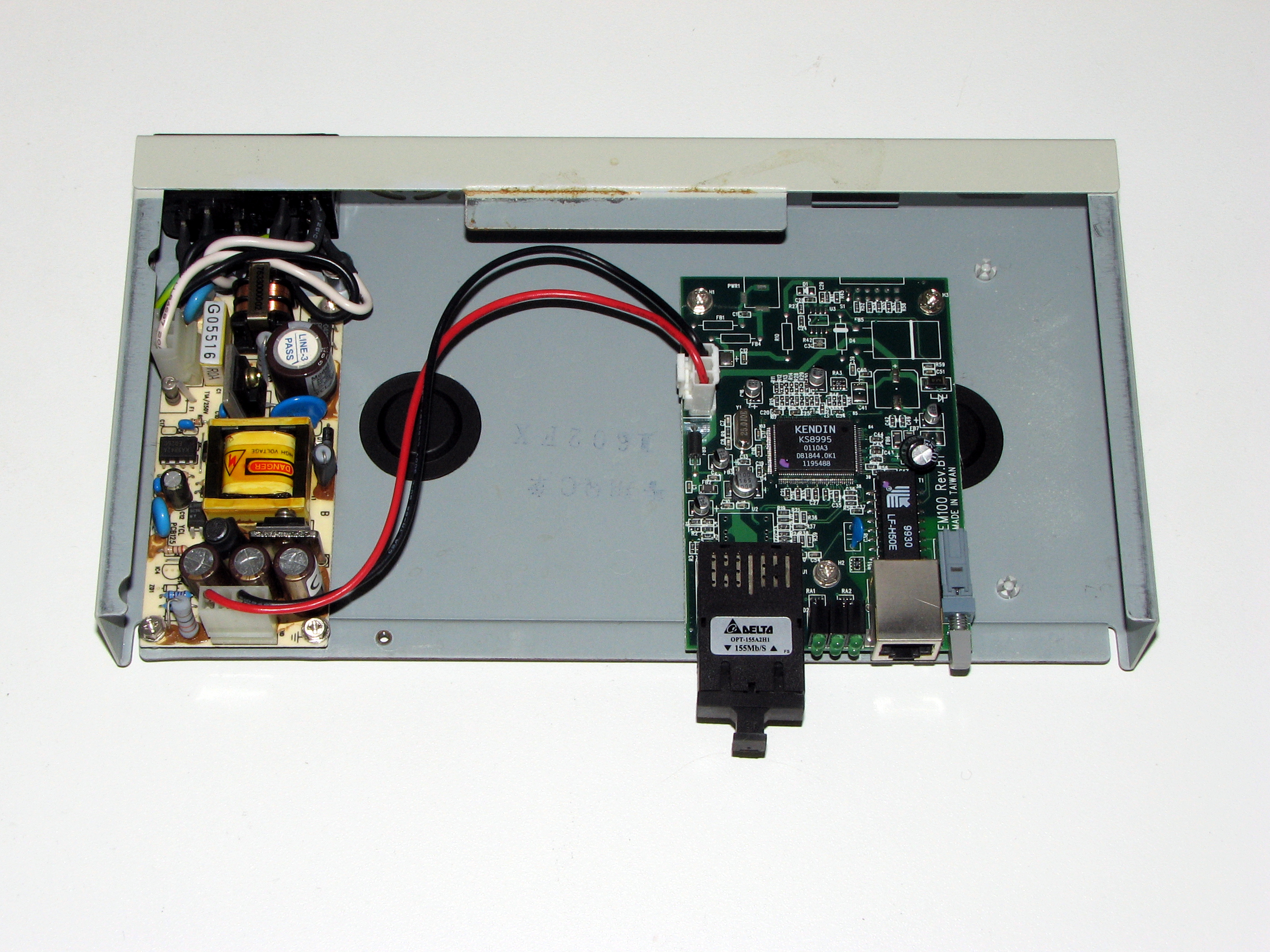
100BASE-TX（百兆铜线）至100BASE-FX（百兆光纤）收发器

收发器在IEEE 802.3文档中被称为介质附件单元（MAU），并被广泛应用于10BASE2和10BASE5以太网网络。光纤吉比特以太网、10吉比特乙太網路、40吉比特乙太網路和100吉比特以太网使用的收发器包括：千兆乙太網路介面轉換器（GBIC）、小封装可插拔收发器（SFP）、SFP+、QSFP、XFP、XAUI、CXP和CFP。